# Кальниця (гора)
Кальниця (1004 м над рівнем моря) — гора в Буковських Врхах на словацько-українському державному кордоні. Він розташований у південно-західній частині Кременця (1221 м) над злиттям річки Кам'яниці і річки Стужицької. Кордон проходить між словацьким НП Полонини та українським НП Ужанським. На словацькому боці розташований заповідник Стужиця на українському заповідник Стужиця.

## Доступ
- вздовж без маркування дороги вздовж державного кордону від Кременця